# BeagleBoard
BeagleBoard es una placa computadora de hardware libre de bajo consumo producida por Texas Instruments en asociación con DigiKey y Newark element14. El BeagleBoard también fue diseñado con el desarrollo de software de código abierto en mente y como una forma de demostrar las capacidades del OMAP3530 system-on-a-chip de Texas Instruments. La placa fue desarrollada por un pequeño equipo de ingenieros como una placa educacional que podría ser usada en colegios alrededor del mundo para enseñar las capacidades del software y hardware libre. También es vendida al público bajo la licencia share-alike de Creative Commons.
La placa fue diseñada usando Cadence OrCAD para los esquemas y Cadence Allegro para la manufactura PCB; no se usó software de simulación.

## Características
La BeagleBoard mide aproximadamente 75 por 75 mm y cuenta con todas las funciones de una computadora básica. El OMAP3530 incluye una CPU ARM Cortex-A8 (la cual puede correr Linux, Minix, FreeBSD, OpenBSD, RISC OS, o Symbian; Android también está siendo portado), un DSP TMS320C64x+ para la decodificación acelerada de audio y video, y una GPU PowerVR SGX530 de Imagination Technologies para proveer renderizado en 2D y 3D que soporta OpenGL ES 2.0. La salida de video está provista de dos conexiones separadas de S-Video y HDMI. Una entrada para tarjetas SD/MMC con soporte SDIO, un puerto USB On-The-Go, un conector serial RS-232, una conexión JTAG, y dos jacks de 3.5 mm para entrada y salida de audio.
El almacenamiento interno y la memoria son provistos por un chip PoP que incluye 256 MB de memoria flash NAND y 256 MB de RAM (128 MB en modelos anteriores).
La placa usa arriba de 2 W de alimentación y puede ser alimentada por el conector USB o por una fuente externa de 5 V. A causa del bajo consumo no son necesarios disipadores de calor.

## Rev. C4 Especificaciones

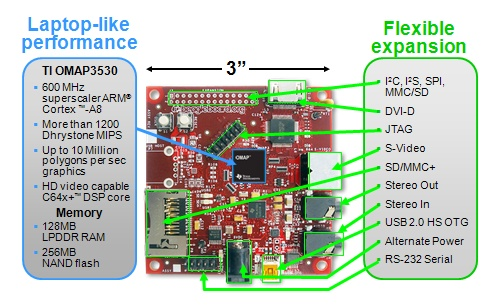
Descripción de la BeagleBoard

- Chip SoC/Memory package on package (PoP)
  - Procesador TI OMAP3530 SoC - Núcleo ARM Cortex-A8 de 720 MHz.
  - Núcleo 'HD capable' TMS320C64x+ (Arriba de los 520 MHz puede mostrar 720p a 30 fps)[14]
  - PowerVR SGX 2D/3D de Imagination Technologies con soporte para dos pantallas independientes[8]
  - RAM LPDDR de 256 MB[14]
  - Memoria flash NAND de 256 MB[14]
- Periféricos[15]
  - DVI-D ( Resolución máxima de 1280×1024)
  - S-Video
  - USB OTG (mini AB)
  - 1 puerto USB
  - Entrada para tarjetas SD/MMC
  - Jacks de entrada y salida de audio
  - Puerto RS-232
  - Conector JTAG
  - Puerto de alimentación (Conector de 5 V de tipo barril)

- Desarrollo
  - Código de arranque alojado en la ROM
  - Arranque desde memoria NAND, SD/MMC, USB o por el puerto serial.
  - Botón de arranque para una fuente alterna.
  - Se ha mostrado usando distribuciones Linux Android,[16] Angstrom Linux,[17] Fedora, Ubuntu, Gentoo,[18] Arch Linux ARM[19] y Maemo,[20] VxWorks,[21] FreeBSD,[10] el sistema operativo Windows CE ,[22] Symbian,[23] QNX[24] y una versión de RISC OS 5[25] puesta a disposición por RISC OS Open.

## BeagleBoard-xM

### Características

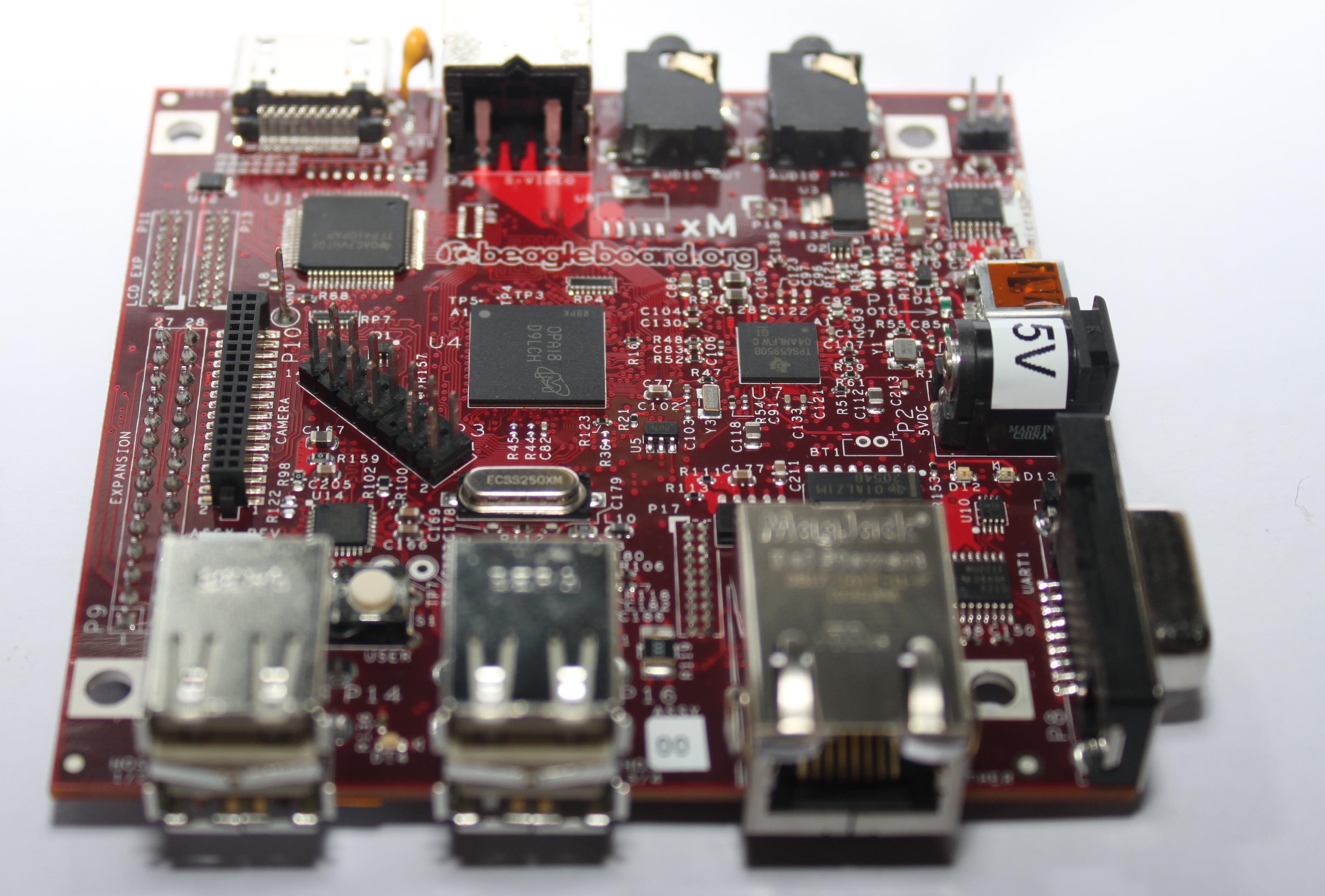
-xM board

Una versión modificada de la BeagleBoard llamada BeagleBoard-xM empezó a distribuirse el 27 de agosto de 2010. Las medidas de la BeagleBoard-xM son de 82.55 por 82.55 mm y tiene una CPU más rápida (con una frecuencia de reloj a 1 GHz comparada con los 720 MHz de la BeagleBoard), mayor RAM (512 MB comparada con 256 MB), conector Ethernet y un hub con 4 puertos USB. La BeagleBoard-xM elimina la NAND por lo que el sistema operativo y otros datos tienen que ser alojados en una tarjeta microSD. La adición del puerto para cámara a la -xM proporciona una forma simple de importar video a través de las cámaras Leopard Board.

### Especificaciones
- Chip CPU/Memory package on package (PoP) .
  - Procesador TI DM3730 - núcle BRAZO Cortex-Un8 de 1GHz
  - Núcleo TMS320C64x+ (800 MHz hasta 720p a 30 fps)[14]
  - Procesador gráfico PowerVR SGX 2D/3D de Imagination Technologies con soporte para dos pantallas independientes[8]
  - RAM LPDDR de 512 MB[14]
  - Tarjeta microSD con The Angstrom Distribution precargada
- Conexiones periféricas[15]
  - DVI-D (Conector HDMI escogido a medida - la resolución máxima es de 1400x1050)
  - S-Video
  - USB OTG (mini AB)
  - 4 puertos USB
  - Puerto Ethernet
  - Ranura para tarjetas MicroSD/MMC
  - Jack de entrada y salida estéreo
  - Puerto RS-232
  - Conector JTAG
  - Socket de alimentación(Conector de 5 V tipo barril)
  - Puerto para cámara
  - Puerto de expansión

- Desarrollo[28]
  - Código de arranque alojado en la tarjeta uSD
  - Solamente arranque desde uSD/MMC
  - Botón para arraque de una fuente distinta.
  - Se ha mostrado usando distribuciones Linux Android,[16] Angstrom Linux,[17] Fedora, Ubuntu, Gentoo,[18] Arch Linux ARM[29] y Maemo,[20] FreeBSD,[30] el sistema operativo Windows CE,[22] y RISC OS.

## BeagleBone

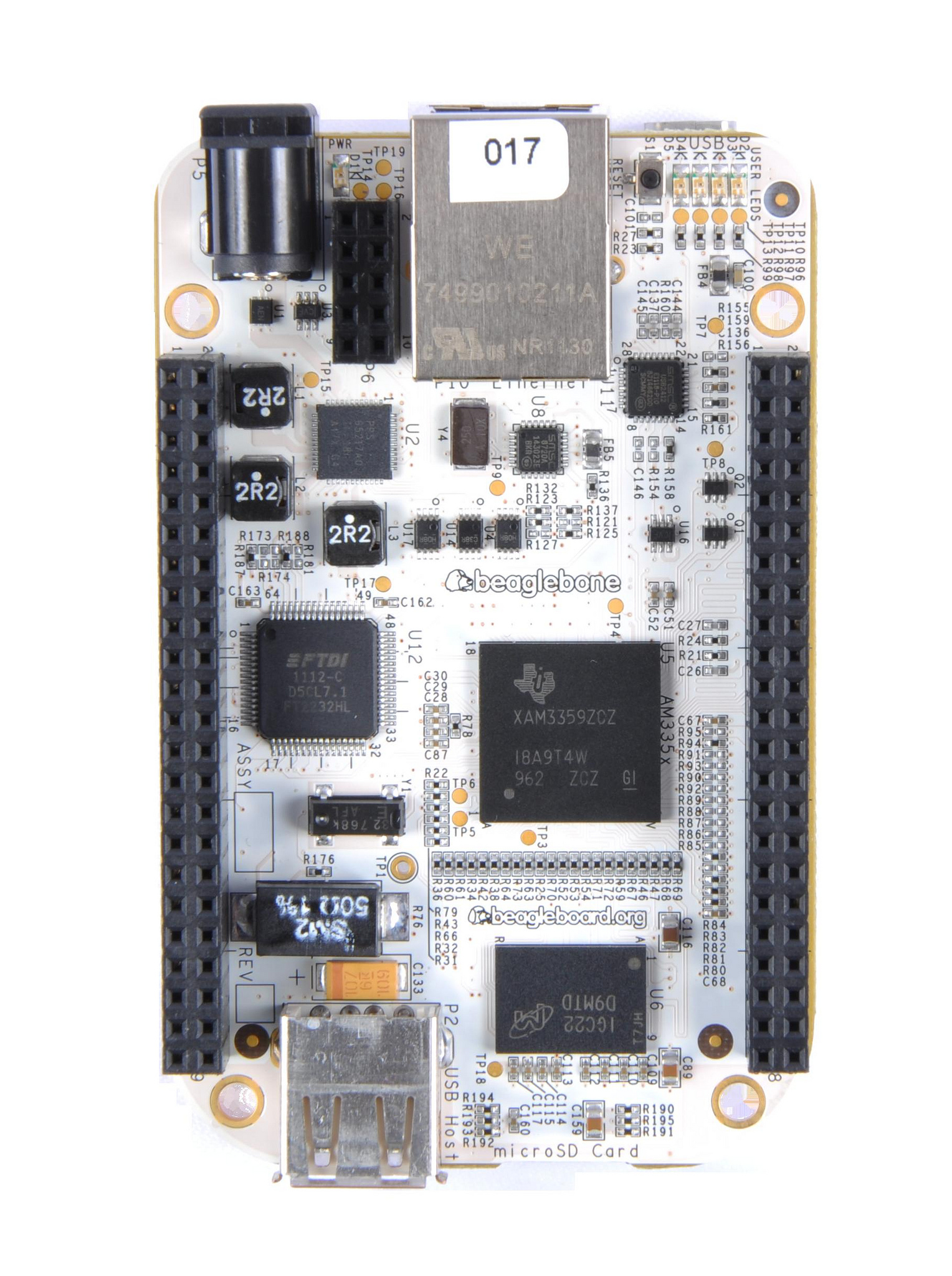
BeagleBone

Anunciada a finales de octubre de 2011, la BeagleBone es una computadora barebone de desarrollo con un procesador Sitara ARM Cortex-A8 corriendo a 720 MHz, RAM de 256 MB, dos conectores de expansión de 46-pin, puerto Ethernet, ranura microSD, un puerto de bus USB y un puerto de dispositivos multipropósito que incluye un serial de control a bajo nivel y conexiones JTAG con depuración de hardware, por lo tanto no es necesario un emulador JTAG. La BeagleBone tienen un precio base de $89(USD).
Un número de "capas" ha sido desarrollado recientemente.  Estos capas son expansiones las cuales pueden ser conectadas a la BeagleBone (hasta cuatro a la vez). Las capas de la BeagleBone incluyen pero no están limitadas:
- Capas LCD de pantalla táctil (7" y 3.5")
- Capa DVI-D
- Capa breakout
- Capa breadboard
- Capa bus CAN
- Capa RS-232
- Capa de batería[32]

## BeagleBone Black

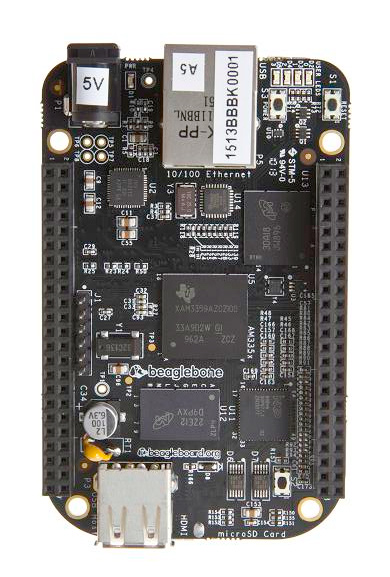
Beaglebone Black

Lanzada el 25 de abril de 2013 a un precio de $45(USD). Entre otras diferencias, incrementa la RAM a 512 MB, el reloj de procesador a 1 GHz, y añade HDMI y 2 GB de memoria flash eMMC. La BeagleBone Black también se entrega con kernel Linux 3.8, actualizado del kernel Linux 3.2 de la BeagleBone original, permitiendo a la BeagleBone Black tener la ventaja del Gestor de Renderizado Directo (DRM).
La revisión C de la BeagleBone Black (lanzada en 2014) incrementa el tamaño de la memoria flash a 4 GB. Esto le permite ser entregada con Debian GNU/Linux instalado.

## Especificaciones
| Modelo           | Fecha de lanzamiento     | SoC      | SoC                       | SoC              | SoC                      | SoC                   | Memoria | Memoria                                                          | USB 2.0                                                                              | Salida de video               | Salida de audio | Almacenamiento                         | Red | Periféricos de bajo nivel                                          | Alimentación                        | Fuente de poder                      | Tamaño           | Peso |
| Modelo           | Fecha de lanzamiento     | SoC      | CPU                       | Frecuencia (MHz) | GPU                      | DSP                   | Tipo    | Capacidad (MiB)                                                  | USB 2.0                                                                              | Salida de video               | Salida de audio | Almacenamiento                         | Red | Periféricos de bajo nivel                                          | Alimentación                        | Fuente de poder                      | Tamaño           | Peso |
| ---------------- | ------------------------ | -------- | ------------------------- | ---------------- | ------------------------ | --------------------- | ------- | ---------------------------------------------------------------- | ------------------------------------------------------------------------------------ | ----------------------------- | --- | -------------------------------------- | --- | ------------------------------------------------------------------ | ----------------------------------- | ------------------------------------ | ---------------- | ---- |
| BeagleBone Black | 23 de abril de 2013      | AM3358/9 | Cortex-A8 + 2xPRU(200Mhz) | 1000             | PowerVR SGX530 (200 MHz) | DDR3                  | 512     | 1 x Puerto host estándar A (directo). 1x puerto mini B (directo) | Micro-HDMI, añadidos por capa                                                        | Micro-HDMI, añadidos por capa | 8-bit eMMC (Rev B: 2 GB Ångström pre-instalado, ReV C: 4 GB Debian pre-instalado ), soporte para tarjetas microSD 3.3 V (No incluida) | Fast Ethernet (MII based)              | 4xUART, 8x PWM, LCD, GPMC, MMC1, 2x SPI, 2x I²C, Convertidor A/D, 2x CAN bus, 4 Timers                                  | 210–460 mA @5 V                                                    | Mini USB o 2.1 mm x 5.5 mm 5 V jack | 86,4 x 53,3 mm (3,4 x 2,1 plg)       | 39,68 g (1,4 oz) |      |
| BeagleBone       | 31 de octubre de 2011    | AM3358/9 | Cortex-A8 + 2xPRU(200Mhz) | 720              | PowerVR SGX530 (200 MHz) | DDR2                  | 256     | 1 x Puerto host estándar A(diirecto). 1x puerto mini B (vía hub) | cape add-ons                                                                         | cape add-ons                  | Soporte para tarjetas microSD 3.3 V (incluida con Ångström)                                                                           | Fast Ethernet (MII based)              | 4xUART, 8x PWM, LCD, GPMC, MMC1, 2x SPI, 2x I²C, Convertidor A/D, 2x CAN bus, 4 Timers, FTDI USB a serial, JTAG via USB | 300–500 mA @5 V                                                    | Mini USB o 2.1 mm x 5.5 mm 5 V jack |                                      |                  |      |
| BeagleBoard-xM   | 14 de septiembre de 2010 | DM3730   | Cortex-A8 + 2xPRU(200Mhz) | 1000             | PowerVR SGX530 (200 MHz) | TMS320C64x+ (800 MHz) | DDR2    | 512                                                              | 4 x Puerto host estándar A (vía hub con Ethernet). 1x puerto mini AB OTG (directo\|) | DVI-D, S-Video                | Jach de audio de 3.5mm | Tarjeta microSD (incluida conÅngström) | Ethernet de alta velocidad (via USB hub con Ethernet)                                                                   | McBSP, DSS, I²C, UART, LCD, McSPI, PWM, JTAG, interfaz para cámara | Mini USB o 2.1 mm x 5.5 mm 5 V jack | 78.74 mm × 76.2 mm (3.1 in × 3.0 in) |                  |      |
| BeagleBoard      | 28 de julio de 2011      | OMAP3530 | Cortex-A8 + 2xPRU(200Mhz) | 720              | PowerVR SGX530 (200 MHz) | TMS320C64x+ (520 MHz) | DDR     | 128 (rev B) 256 (rev C+)                                         | 1 x Puerto estandarA (directo). 1x puerto mini AB OTG (directo)                      | DVI-D, S-Video                | Jach de audio de 3.5mm | 256MB NAND Flash, tarjeta SD/MMC       | McBSP, DSS, I²C, UART, McSPI, PWM, JTAG                                                                                 |                                                                    | Mini USB o 2.1 mm x 5.5 mm 5 V jack |                                      |                  |      |

El 29 de junio de 2015 el módulo del tamaño de una tarjeta postal BeagleCore fue anunciado. Contenía un procesador AM335x ARM Cortex-A8 de Texas Instruments así como una memoria flash de almacenamiento de 4 GB eMMC de 8 bits y RAM DDR3 de 512 RAM en un módulo para usar como parte de un sistema embebido.

## Sistemas operativos
Se ha reportado que los siguientes sistemas operativos tienen soporte para el hardware de las placas:
- Android (llamado rowboat)
- Ångström
- Fedora
- FreeBSD
- MINIX 3
- NetBSD
- OpenBSD
- openSUSE
- QNX
- RISC OS
- Ubuntu
- Void Linux
- Windows Embedded

## Placas de expansión opcionales
- BeagleBoard Zippy - Tarjeta hija de expansión de características para la BeagleBoard
- BeagleBoard Zippy2 - Segunda generación de la BeagleBoard Zippy. (UART, EEPROM, 100BASE-T, ranura SD, RTC, I²C (5 V))
- BeagleTouch Display - Pantalla táctil OLED de 4.3" y controladores para Angstrom Linux desarrollados por Liquidware.
- BeagleLCD2 Expansion Board - Panel LCD widescreeen de 4.3" + pantalla táctil. Desarrollado por HY Research.
- BeagleJuice - Batería de iones de litio para portabilidad, desarrollada y construida por Liquidware.
- Adaptador WLAN - Esto tarjeta de expansión adicional habilita la función de conectividad inalámbrica para el BeagleBoard.
- BeadaFrame - Pantalla TFT LCD de 7", el kit incluye panel táctil y un marco plástico, hecho por NAXING Electronics.
- 4DLCD CAPE - Capa LCD resistiva táctil o no táctil de 4.3" con una resolución de 480x272 con 7 botones
- Vifff-024 - una cámara muy sensible que permite capturar vídeo a un cuarto de la iluminación de la luna. Desarrollada por Visensi.org.[39]

## Protección opcional
- Carcasa de acrílico transparente para la BeagleBoard RevC  - Para un BeagleBoard. (Sin Zippy2)
- BeagleLCD2 CArcasa de acrílico transparente - Carcasa para BeagleBoard con BeagleLCD2

## Tutoriales y recursos técnicos
- Mapa interactivo BBB GPIO - Mapa interactivo de GPIO de la BeagleBone Black
- tinkernow.com - Sitio web hágalo usted mismo en su mayoría basado en la BeagleBone, recursos para configuración, operación, y proyectos.

## Clones
- IGEPv2 - un tablero ligeramente más grande que incluye más RAM, con Bluetooth y Wi-Fi, un host USB, un puerto Ethernet y utiliza tarjetas microSD en lugar de tarjetas SD.
- ICETEK Mini Board (chino)[40]